# Juan Egaña Riesco

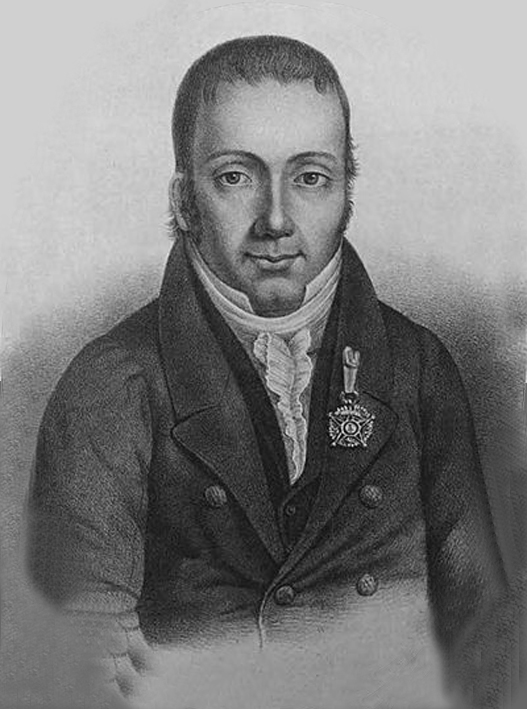
Juan Egaña Riesco

Juan Egaña Riesco (ur. 31 października 1769 w Limie  – zm. 20 kwietnia 1836 w Santiago) – chilijski polityk, pisarz i prawnik, współtwórca konstytucji z 1823 roku. Ojciec Mariano Egañi. 
Był synem Chilijczyka José de Egaña i Peruwianki Josefy Riesco. Pobierał nauki w rodzinnym mieście uzyskując w 1791 roku tytuł doktora obojga praw. W tym samym roku wraz z ojcem wyjechał do Chile, gdzie na Uniwersytecie świętego Filipa zdobył uprawnienia adwokackie. Następnie pracował w tej uczelni jako wykładowca łaciny i retoryki. W 1793 roku poślubił Victorię Fabres. Od początku brał udział w działaniach na rzecz Niepodległości Chile, w 1811 roku był deputowanym do pierwszego Kongresu Narodowego z okręgi Melipilla. Wspólnie z Camillo Henríquezem redagował czasopismo Aurora de Chile, napisał tymczasową konstytucję, był prezesem senatu (1812) i inicjatorem utworzenia Instytutu Narodowego w Santiago (1813). W 1813 roku został członkiem Rady Rządzącej. Po ponownym zajęciu Chile przez armię hiszpańska (1813) został zesłany na wyspy archipelagu Juan Fernandez. Napisał tam dzieło Filosofía religiosa (hiszp. Filozofia religijna). Z wygnania powrócił w 1817 roku. W latach 1819–1820 opublikował Cartas Pehuenchas, uważane za pierwszy utwór beletrystyczny w historii Chile. Po odsunięciu od władzy Bernardo O’Higginsa był głównym autorem konserwatywnej konstytucji (uchylonej już w grudniu roku następnego). Począwszy od 1824 roku zasiadał w Izbie Deputowanych i Senacie, a w 1827 roku wysunięto jego kandydaturę na stanowisko prezesa Senatu.